# ルートヴィヒ5世 (プファルツ選帝侯)
ルートヴィヒ5世（Ludwig V., 1478年7月2日 - 1544年3月16日）は、プファルツ選帝侯（在位：1508年 - 1544年）。フィリップと妃マルガレーテの長男。フリードリヒ2世、ループレヒトの兄。

## 生涯
1519年の皇帝選挙において、カール5世に投票した。1525年、ドイツ農民戦争において、蜂起した農民との交渉が不調に終わった後、鎮圧に当たった。
バイエルン公アルブレヒト4世とクニグンデ・フォン・エスターライヒの娘ジビュレと結婚したが、2人の間に子供がなかったため、弟のフリードリヒ2世が継承者となった。